# Đường tới Avonlea (phim truyền hình)
Đường tới Avonlea (tiếng Anh: Road to Avonlea) là một bộ phim truyền hình phát sóng lần đầu tại Canada từ ngày 7 tháng 1 năm 1990 đến ngày 31 tháng 3 năm 1996.

## Nội dung
Truyện phim chủ yếu phỏng theo hai tác phẩm The story girl và The golden road cùng của tác giả Lucy Maud Montgomery, lại chia thành 2 giai đoạn khi các nhân vật chính còn nhỏ và khi họ đã trưởng thành.

## Ảnh hưởng
Cho đến năm 2017, bộ phim đã cán mốc 2.527 tỉ lượt xem.

### Bắc Mỹ
- Mexico

### Trung Mỹ
- Panama: FETV Canal 5

### Nam Mỹ
- Argentina: Canal 9 Libertad (1992-1997) (2000-2002 known Azul TV) / Magazine TV Pay (Cable, Satellite and IPTV) (2004 đến nay).
- Paraguay: Canal 13 RPC (1992-1997) (2000-2002) / Paravisión (2005-2010) / Channel 8 of CVC and 31 of TVD (2012 đến nay)

### Châu Âu
- Ba Lan: TVP1, TV Puls
- Serbia: RTS
- Thổ Nhĩ Kỳ: Artı Bir Tv
- Síp: CyBC
- Hy Lạp: Hellenic Broadcasting Corporation
- Anh Quốc: ITV3

### Châu Á
- Iran: IRIB TV2, Namayesh TV Lưu trữ ngày 14 tháng 5 năm 2017 tại Wayback Machine
- Việt Nam: VTV3